# Aldis Kļaviņš
Aldis Kļaviņš (ur. 30 kwietnia 1975 w Valmierze, zm. 1 sierpnia 2000 w Niemczech) – łotewski kajakarz.
W latach 1993–1996 i 1998 zostawał mistrzem kraju w jedynkach. W 1993 zajął 67. miejsce w jedynkach na mistrzostwach świata. W 1995 w tej samej konkurencji był 46. na mistrzostwach świata. W 1996 wystartował na igrzyskach olimpijskich, na których zajął 21. miejsce w slalomie w jedynkach. W 1999 na mistrzostwach świata uplasował się na 47. pozycji. W 1998 wygrał mistrzostwa bałtyckie w jedynkach. Zginął w wypadku samochodowym.